# Davide Pulici
Davide Pulici (Milano, 21 settembre 1964) è un critico cinematografico e saggista italiano,  fondatore, con Manlio Gomarasca, della rivista di cinema di genere, Nocturno.

## Biografia
Appassionato di cinema e cultore del cinema di genere, fonda nel 1994, insieme a Manlio Gomarasca, Nocturno cinema, rivista (della quale è vice-caporedattore) nata con l'intento di trattare il cinema di genere italiano con lo stesso rigore con il quale viene trattato il cinema d'autore.

### Festival cinematografici
Nel 1999 è tra gli organizzatori della prima edizione del Nocturno Film Festival, al quale intervengono Valerio Evangelisti, Umberto Lenzi e Zora Kerowa.

Ha collaborato come organizzatore, come membro della giuria o come relatore ad altri festival e rassegne cinematografiche quali il Police Film Festival di Bologna, il Gente di Rispetto Film Festival di Gradara, il Festival internazionale del cinema d'arte di Bergamo, il PesarHorrorFest di Pesaro, il Science Plus Fiction di Trieste, il Joe D'Amato Horror Festival di Livorno, il F.I.C.A. di Collebeato Brescia, il Ravenna Nightmare Film Fest di Ravenna. Del 2008 è l'organizzazione della rassegna Controcorrente: Lo sguardo crudele di Alberto Cavallone, curata insieme a Manlio Gomarasca e alla Cineteca Nazionale.

### Libri
Ha pubblicato numerosi saggi e monografie, generalmente editi come supplemento alla rivista, con Gomarasca e altri collaboratori di Nocturno; ha fornito il suo contributo a opere di altri autori sul cinema (I giganti buoni e La commedia erotica italiana di Michele Giordano) e su argomenti diversi (Nostradamus di Carlo Patrian).

### Documentari
È stato coautore, con Manlio Gomarasca, dei documentari Joe D'Amato totally uncut e Joe D'Amato the horror experience, entrambi diretti da Roger A. Fratter, e del documentario Fernando di Leo: La morale del genere, girato dallo stesso Manlio Gomarasca.

## Opere
- con Manlio Gomarasca: 99 donne. Stelle e stelline del cinema italiano. Milano, 1999
- con Manlio Gomarasca: Calibro 9: il cinema di Fernando Di Leo. Gorgonzola (MI), 2003
- con Manlio Gomarasca: 10: i generi, gli uomini, le idee. Gorgonzola (MI), 2004
- Apocalypse films: guida al cinema catastrofico. Gorgonzola (MI), 2004
- con Manlio Gomarasca: Controcorrente: il cinema milanese di Eriprando Visconti, Cesare Canevari, Alberto Cavallone. Gorgonzola (MI), 2004
- con Manlio Gomarasca: Il diavolo probabilmente: guida al cinema demoniaco. Gorgonzola (MI), 2004
- con Manlio Gomarasca: Genealogia del delitto: guida al cinema di Mario & Lamberto Bava. Gorgonzola (MI), 2004
- con Manlio Gomarasca: Le porte sul buio: il cinema, la vita, le opere di Dario Argento. Gorgonzola (MI), 2004
- Zombi apocalypse: dizionario dei morti viventi. Gorgonzola (MI), 2004
- con Manlio Gomarasca: Al tropico del sesso. Pozzo D'Adda, 2005
- con Michele Giordano: La forza del mito. Pozzo D'Adda, 2005
- con Manlio Gomarasca e Giorgio Navarro: Monnezza e i suoi fratelli. Pozzo D'Adda, 2005
- con Manlio Gomarasca: Le sorelle di Venere. Pozzo D'Adda, 2005
- con Manlio Gomarasca: Controcorrente 3. Pozzo d'Adda, 2006
- Le dimensioni contano.  Pozzo D'Adda, 2006
- Eros perversion. Pozzo d'Adda, 2006
- con Manlio Gomarasca: Incubi 2000. Pozzo d'Adda, 2006
- Misteri d'Italia. Pozzo d'Adda, 2006
- con Manlio Gomarasca: Il sopravvissuto. Pozzo D'Adda, 2006
- Misteri d'Italia 2.  Pozzo d'Adda, 2007
- Preparate i fazzoletti. Pozzo d'Adda, 2007
- con Manlio Gomarasca: Le sorelle di Venere 2. Pozzo d'Adda, 2007
- con Manlio Gomarasca: Le tre madri. Pozzo d'Adda, 2007
- con Paolo Gilli:  Bruce Lee è vivo. Pozzo d'Adda, 2008
- con Manlio Gomarasca: The incredible torture show. Pozzo d'Adda, 2008
- con Manlio Gomarasca: Il punto G Pozzo d'Adda, 2008
- con Manlio Gomarasca: La piccola cineteca degli orrori. Tutti i film che i fratelli Lumière non avrebbero mai voluto vedere, Rizzoli, Milano, 2009
- Nocturno Libri
  - con Igor Grimaldi: Enzo G. Castellari. Milano, 2000.
  - con Roberto Curti: Corrado Farina. Milano, 2000.
  - Fernando Di Leo. Milano, 2000.
  -  www.gambala.com - La vita e le opere di Alberto Cavallone, Milano, Nocturno, 2020.
  - con Manlio Gomarasca:  Cicciolina vs Moana. La grande sfida, Milano, Nocturno, 2022.
  -  L'alternativa. Il cinema selvaggio di Milano, Milano, Nocturno, 2022.

### Collaborazioni
- Michele Giordano:  Giganti buoni: da Ercole a Piedone (e oltre) il mito dell'uomo forte nel cinema italiano. Gremese editore, Roma, 1998
- Michele Giordano: La commedia erotica italiana: vent'anni di cinema sexy "made in italy" . Roma, 1981
- Roger A. Fratter:  Ai confini del western. Pozzo D'Adda, 2005